# Avon Championships of Detroit 1980
L'Avon Championships of Detroit 1980 è stato un torneo di tennis giocato sul sintetico indoor. È stata la 9ª edizione del torneo, che fa parte del WTA Tour 1980. Si è giocato a Detroit negli USA dal 18 al 24 febbraio 1980.

## Campionesse

### Singolare
Billie Jean King ha battuto in finale  Evonne Goolagong Cawley con il punteggio di 6–3, 6–0

### Doppio
Billie Jean King /  Ilana Kloss hanno battuto in finale  Kathy Jordan /  Anne Smith con il punteggio di 3–6, 6–3, 6–2